# Roger Sanchez
Roger Sanchez (New York, 1º giugno 1967) è un disc jockey, produttore discografico e remixer statunitense.

## Biografia

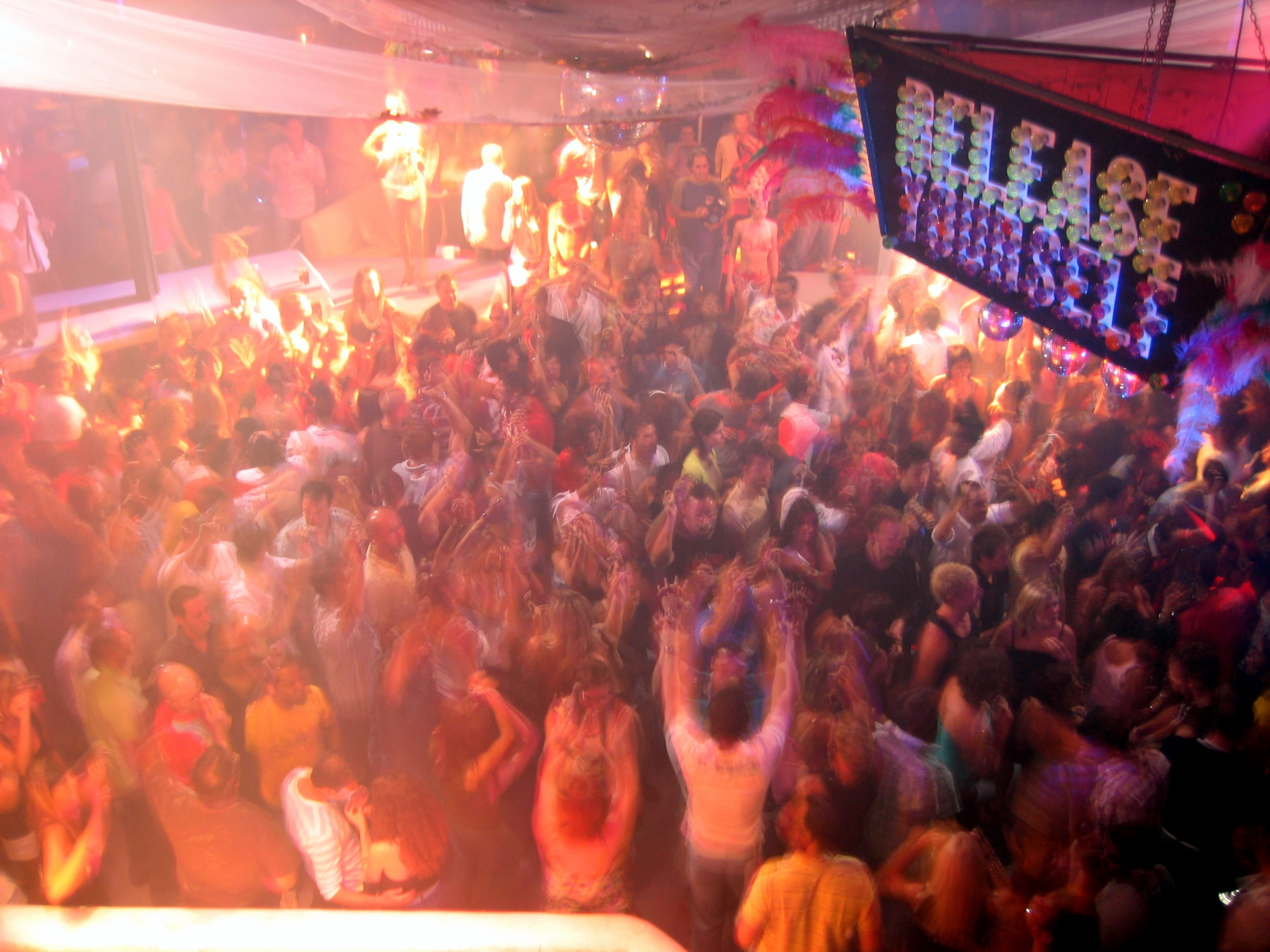
Release Yourself Party al Pacha di Ibiza nel luglio 2006

Nato da genitori della Repubblica Dominicana emigrati negli Stati Uniti d'America, incominciò a intraprendere la carriera di deejay nei principali night club di New York. Assieme a David Morales e Danny Tenaglia, si esibisce principalmente ad Ibiza, dove si reca ogni estate a partire dal 2000.
Nel 1995 pubblicò un album, intitolato Secret Weapons Volume 1, con una propria etichetta, la One Records. Nel 2001 realizza, invece, il suo primo album con una major discografica, First Contact, dal quale fu estratto il singolo Another Chance, che diventò una hit di successo, al primo posto nella classifica britannica Official Singles Chart. Il brano si basa sul campionamento del primo verso della canzone dei Toto I Won't Hold You Back.
Nel 2003 ha vinto un Grammy Award nella sezione Best Remixed Recording per il suo remix della canzone dei No Doubt Hella Good.
Nel 2006 ha pubblicato l'album Come with Me, da cui sono stati tratti i singoli Turn on the Music, Lost, Not Enough e Again.
Sanchez conduce anche uno spettacolo radiofonico sia via etere sia su Internet in modalità podcast, chiamato Release Yourself. Con lo stesso titolo ha prodotto diverse compilation.
"Release Yourself" è anche il nome della one-night con cui Roger porta il suo sound in giro per il mondo.

## Discografia

### Album e compilation
- Mix MAG Live! vol. 16: Americana (by Roger S. & DJ Pierre) (1994)
- Roger S. Presents (1995)
- Roger S. Mega Mix (1995)
- Hard Times—The Album (1995)
- Secret Weapons Volume 1 (1995)
- House Music Movement (1998)
- United DJs of America, Vol. 8: New York City (DJs compilation) (1998)
- S-Man Classics: The Essential Sanchez Mixes (1998)
- Maximum House & Garage (1999)
- Ministry of Sound, Vol. 11(DJs Compilation) (2000)
- First Contact (2001)
- Release Yourself (2002)
- Release Yourself 2003 (2003)
- Release Yourself vol. 3 (2004)
- Release Yourself vol. 4 (2005)
- Release Yourself vol. 5 (2006)
- Release Yourself vol. 6 (2007)
- Come With Me (2006)
- Choice: A Collection Of Classics (2007)
- Release Yourself vol. 7 (2008)
- Release Yourself vol. 8 (2009)
- Renaissance 3D (2009)
- Release Yourself vol. 9 (2010)

### Singoli e EP
- "Illegal" EP (1994)
- "Strictly 4 The Underground" (1995)
- "Release Yo Self" (1996)
- "Deep" (1997)
- "Funky And Fresh" (1998) (feat. Gerald Elms Present The International Posse)
- "I Want Your Love" (US edition) (1998)
- "1999" (1999)
- "I Want Your Love (remixes)" (1999 by Roger S. Present Twillight)
- "I Never Knew" (2000 numero 24 in UK)
- "Another Chance" (2001 numero 1 in UK)
- "You Can't Change Me" (2001 numero 25 in UK) (feat. Armand Van Helden & N'Dea Davenport)
- "Nothing 2 Prove" (2002) (feat. Sharleen Spiteri)
- "Turn On The Music" (2005) (con Bobby Farrell)
- "Lost" (2006)
- "Not Enough" (2007)
- "Again" (2007)
- "Bang that box" (2008) (feat. Terri B)
- "2gether" (2010)

### Remix
- Tom Tom Club—"Sunshine & Ecstasy" (1992)
- Definition of Sound - Pass the Vibes (1995)
- Janet Jackson - Love Will Never Do (Without You) (1996)
- Jamiroquai - High Times (1997)
- Michael Jackson - Dangerous (1997)
- Wamdue Project - King of My Castle (1998)
- Daft Punk - Revolution 909 (1998)
- Garbage - Cherry Lips (2001)
- No Doubt - Hella Good (2002)
- Alicia Keys - Butterflyz (2002)
- Anastacia - Paid My Dues (2002)
- Kylie Minogue - In Your Eyes (2002)
- Madonna - Get Together (2006)
- Robyn - Be Mine! (2007)